# Leonardo Mancuso
Leonardo Mancuso (Milano, 26 maggio 1992) è un calciatore italiano, attaccante del Mantova.

## Caratteristiche tecniche
Gioca principalmente come ala destra in un tridente offensivo, ma può agire anche sulla fascia opposta o come prima punta di movimento. Si dimostra inoltre un ottimo rigorista, in carriera ha messo a segno 18 penalty su 25 calciati.

## Carriera

### Club

#### Gli inizi al Pizzighettone e alla Carrarese
Primi calci a Lacchiarella, il suo paese, successivamente cresce calcisticamente nel settore giovanile del Milan, per poi passare nell'estate 2011 in Serie D nel Pizzighettone. Nella stessa stagione gioca anche il Torneo di Viareggio disputando 4 presenze con la Rappresentativa di Serie D, arrivando sino ai quarti di finale, persi poi con la Roma. Nell'estate 2012 rimasto svincolato, si trasferisce alla Carrarese militando in Lega Pro Prima Divisione. In due anni con la società toscana raccoglie 56 presenze siglando 11 reti.

#### Cittadella, Catanzaro e il passaggio alla Sambenedettese
Il 1º luglio 2014 si trasferisce al Cittadella, società di Serie B. Il 1º settembre seguente, fa il suo esordio in serie cadetta nella partita pareggiata 1-1 in trasferta contro il Modena dove sostituisce al 76º Alessandro Sgrigna. Nel gennaio 2015 si trasferisce in prestito fino al termine della stagione al Catanzaro. Tuttavia durante la sessione estiva viene ceduto a titolo definitivo alla società calabrese. Con i giallorossi disputa in un anno e mezzo 52 partite segnando 5 reti. Il 5 agosto 2016 firma un contratto annuale con la Sambenedettese. Alla fine della stagione 2016-2017 si laurea capocannoniere del campionato di Lega Pro 2016-2017 Girone B con 22 reti (esclusi i play-off). Conclude la sua stagione con i marchigiani disputando globalmente tra tutte le competizioni 42 presenze realizzando 26 reti.

#### Pescara e Juventus
Nell'estate 2017 viene acquistato a parametro zero dal Pescara. Il 27 agosto seguente, fa il suo esordio con la società biancoazzurra in serie cadetta, segnando all'esordio nel 5-1 interno rifilato al Foggia (siglando così la sua prima marcatura in Serie B).
Il 31 gennaio 2018 viene ingaggiato dalla Juventus in uno scambio con Cristian Bunino. Rimane in prestito al Pescara fino al giugno 2019. Il 22 aprile 2018 realizza la sua prima tripletta in carriera in Serie B nella vittoria interna per 3-2 contro lo Spezia. Si ripete il 30 dicembre dello stesso anno, mettendo a referto un'altra tripletta, nella vittoria del Pescara in trasferta per 4-2 sul campo della Salernitana.

#### Empoli
Il 13 luglio 2019 viene acquistato a titolo definitivo dall'Empoli per 4,5 milioni, con cui firma un contratto quadriennale. Il debutto con i toscani arriva l'11 agosto nella partita di Coppa Italia con la Reggina (2-1), in cui segna il gol del momentaneo 1-0. Il 24 settembre successivo, realizza la sua prima doppietta in campionato con la maglia azzurra, nel derby toscano vinto per 3-2 in trasferta contro il Pisa. Il 3 luglio 2020 realizza una doppietta decisiva, nella partita vinta per 2-0 in trasferta contro il Venezia.
Il 28 ottobre successivo, sigla una tripletta nella partita di Coppa Italia vinta per 4-2 a Benevento. Il 12 dicembre dello stesso anno realizza il suo primo poker in carriera in Serie B (di cui le prime tre reti personali in soli tre minuti) nella larga vittoria esterna per 2-5 contro la Virtus Entella.
Il 21 agosto 2021 esordisce in Serie A in occasione della sconfitta per 1-3 contro la Lazio. Sette giorni dopo mette a segno la sua prima rete in massima serie contro la Juventus, risultando decisivo nella trasferta vittoriosa per 0-1 all'Allianz Stadium, in quello che è stato il primo successo dei toscani sul campo dei bianconeri nella loro storia. Tuttavia dopo due partite sottotono perse con Venezia e Sampdoria, Mancuso perde il posto da titolare per il resto del campionato, peraltro subentrando raramente. Realizza una doppietta in Coppa Italia nella partita vinta 4-3 a Verona.

#### Monza e prestiti al Como e al Palermo
Il 20 gennaio 2022 passa in prestito al Monza, ritornando così in serie B. Il 6 febbraio successivo esordisce con i brianzoli nella sconfitta per 3-2 in casa della Cremonese, mentre il 12 marzo segna la sua prima rete, chiudendo il poker casalingo al L.R. Vicenza. Dopo aver aiutato il Monza alla loro prima storica promozione in Serie A, segnando un gol nei playoff, scatta il riscatto del cartellino del giocatore.
Viene mandato in prestito annuale al Como il 26 luglio 2022. Il 13 agosto, nell'esordio in campionato con i lariani segna il gol del momentaneo vantaggio contro il Cagliari, partita poi finita sull'1-1.
Il 6 luglio 2023 viene ceduto in prestito al Palermo. Segna il primo gol in maglia rosanero il 16 settembre in casa dell'Ascoli, siglando in pieno recupero il gol vittoria (0-1).

#### Mantova
Il 12 luglio 2024 viene ceduto a titolo definitivo al Mantova. Il 22 settembre segna la sua prima rete con i virgiliani, decidendo la partita interna contro il Cittadella. 

## Statistiche

### Presenze e reti nei club
Statistiche aggiornate al 13 maggio 2025.
| Stagione         | Squadra          | Campionato       | Campionato | Campionato | Coppe nazionali | Coppe nazionali | Coppe nazionali | Coppe continentali | Coppe continentali | Coppe continentali | Altre coppe | Altre coppe | Altre coppe | Totale | Totale |
| Stagione         | Squadra          | Comp             | Pres       | Reti       | Comp            | Pres            | Reti            | Comp               | Pres               | Reti               | Comp        | Pres        | Reti        | Pres   | Reti   |
| ---------------- | ---------------- | ---------------- | ---------- | ---------- | --------------- | --------------- | --------------- | ------------------ | ------------------ | ------------------ | ----------- | ----------- | ----------- | ------ | ------ |
| 2011-2012        | Pizzighettone    | D                | 37+1       | 11+0       | CI-D            | 2               | 0               | -                  | -                  | -                  | -           | -           | -           | 40     | 11     |
| 2012-2013        | Carrarese        | 1D               | 30         | 8          | CI+CI LP        | 2+1             | 0+1             | -                  | -                  | -                  | -           | -           | -           | 33     | 9      |
| 2013-2014        | Carrarese        | 1D               | 24         | 3          | CI-LP           | 2               | 1               | -                  | -                  | -                  | -           | -           | -           | 26     | 4      |
| Totale Carrarese | Totale Carrarese | Totale Carrarese | 54         | 11         |                 | 5               | 2               |                    | -                  | -                  |             | -           | -           | 59     | 13     |
| 2014-gen. 2015   | Cittadella       | B                | 14         | 0          | CI              | 2               | 0               | -                  | -                  | -                  | -           | -           | -           | 16     | 0      |
| gen.-giu. 2015   | Catanzaro        | LP               | 16         | 3          | CI+CI-LP        | -               | -               | -                  | -                  | -                  | -           | -           | -           | 16     | 3      |
| 2015-2016        | Catanzaro        | LP               | 34         | 2          | CI+CI-LP        | 1+1             | 0               | -                  | -                  | -                  | -           | -           | -           | 36     | 2      |
| Totale Catanzaro | Totale Catanzaro | Totale Catanzaro | 50         | 5          |                 | 2               | 0               |                    | -                  | -                  |             | -           | -           | 52     | 5      |
| 2016-2017        | Sambenedettese   | LP               | 37+3       | 22+3       | CI-LP           | 2               | 1               | -                  | -                  | -                  | -           | -           | -           | 42     | 26     |
| 2017-2018        | Pescara          | B                | 34         | 9          | CI              | 1               | 0               | -                  | -                  | -                  | -           | -           | -           | 35     | 9      |
| 2018-2019        | Pescara          | B                | 35+2       | 19+0       | CI              | 2               | 0               | -                  | -                  | -                  | -           | -           | -           | 39     | 19     |
| Totale Pescara   | Totale Pescara   | Totale Pescara   | 69+2       | 28         |                 | 3               | 0               |                    | -                  | -                  |             | -           | -           | 74     | 28     |
| 2019-2020        | Empoli           | B                | 38+1       | 13+0       | CI              | 3               | 1               | -                  | -                  | -                  | -           | -           | -           | 42     | 14     |
| 2020-2021        | Empoli           | B                | 37         | 20         | CI              | 2               | 3               | -                  | -                  | -                  | -           | -           | -           | 39     | 23     |
| 2021-gen. 2022   | Empoli           | A                | 8          | 1          | CI              | 2               | 3               | -                  | -                  | -                  | -           | -           | -           | 10     | 4      |
| Totale Empoli    | Totale Empoli    | Totale Empoli    | 83+1       | 34         |                 | 7               | 7               |                    | -                  | -                  |             | -           | -           | 91     | 41     |
| gen.-giu. 2022   | Monza            | B                | 16+4       | 1+1        | CI              | -               | -               | -                  | -                  | -                  | -           | -           | -           | 20     | 2      |
| 2022-2023        | Como             | B                | 32         | 6          | CI              | 1               | 0               | -                  | -                  | -                  | -           | -           | -           | 33     | 6      |
| 2023-2024        | Palermo          | B                | 26+2       | 4+0        | CI              | 1               | 0               | -                  | -                  | -                  | -           | -           | -           | 29     | 4      |
| 2024-2025        | Mantova          | B                | 38         | 10         | CI              | 2               | 0               | -                  | -                  | -                  | -           | -           | -           | 40     | 10     |
| Totale carriera  | Totale carriera  | Totale carriera  | 456+13     | 132+4      |                 | 27              | 10              |                    | -                  | -                  |             | -           | -           | 496    | 146    |

## Palmarès

### Club
- Campionato italiano di Serie B: 1

Empoli: 2020-2021

### Individuale
- Capocannoniere della Lega Pro: 1

2016-2017, girone B (22 gol)